# ジョヴァンナ2世 (ナポリ女王)
ジョヴァンナ2世（Giovanna II, 1373年6月23日 - 1435年2月2日）は、アンジュー＝ドゥラッツォ家のナポリ女王（在位：1414年 - 1435年）。名目上はエルサレム、シチリア、ハンガリーの女王でもあり、また王位継承以前にはオーストリア公妃でもあった（ドイツ語名はヨハンナ・フォン・アニョウ＝ドゥラッツォ Johanna von Anjou-Durazzo）。

## 生涯
ダルマチアのザダルで、ハンガリー王を兼ねたカルロ3世とマルゲリータ・ディ・ドゥラッツォの間に生まれた。1414年、正嫡の子をもうけずに死去した弟ラディズラーオの王位を41歳で継承した。
王位継承以前に内オーストリア公ヴィルヘルムと結婚したが1406年に死別し、即位後の1415年にブルボン家傍系（ただし後にフランス王家となる家系には近い）のラ・マルシュ伯ジャック2世と結婚した。いずれの結婚でも子は得られなかった。
ローマは教会大分裂で混乱に陥っていた隙にラディズラーオが占領していたが、コンスタンツ公会議で教会大分裂も終息、新たに選出されたローマ教皇マルティヌス5世はローマ入りを望みナポリと交渉、ジョヴァンナ2世もローマ返還を受け入れて1419年10月に教皇の代理人の手によりジョヴァンナ2世のナポリ王戴冠式が挙行、マルティヌス5世は1420年にローマ入りを果たした。
しかし、後継者がいなかったジョヴァンナ2世は1421年、アラゴン王アルフォンソ5世を養子とし、アルフォンソ5世はナポリに入ったが、ジョヴァンナ2世は翌1422年に継承者をフランスのアンジュー公ルイ3世・ダンジューに変更した。1434年にルイ3世が子供の無いまま死ぬと後継者を弟のルネ・ダンジューに変更、翌1435年にジョヴァンナ2世が死去した後ルネ・ダンジューがナポリ王となったが、アルフォンソ5世はナポリ攻撃を開始し、7年後の1442年6月12日にルネを追い出しナポリ入城を果たした。